# Judith Leyster
Judith o Judita Leyster, o Leystar (Haarlem, 28 luglio 1609 – Heemstede, 10 febbraio 1660), è stata una pittrice e disegnatrice olandese del secolo d'oro, appartenente alla scuola dell'Olanda Settentrionale, specializzata in pittura di genere e ritrattistica.

## Biografia

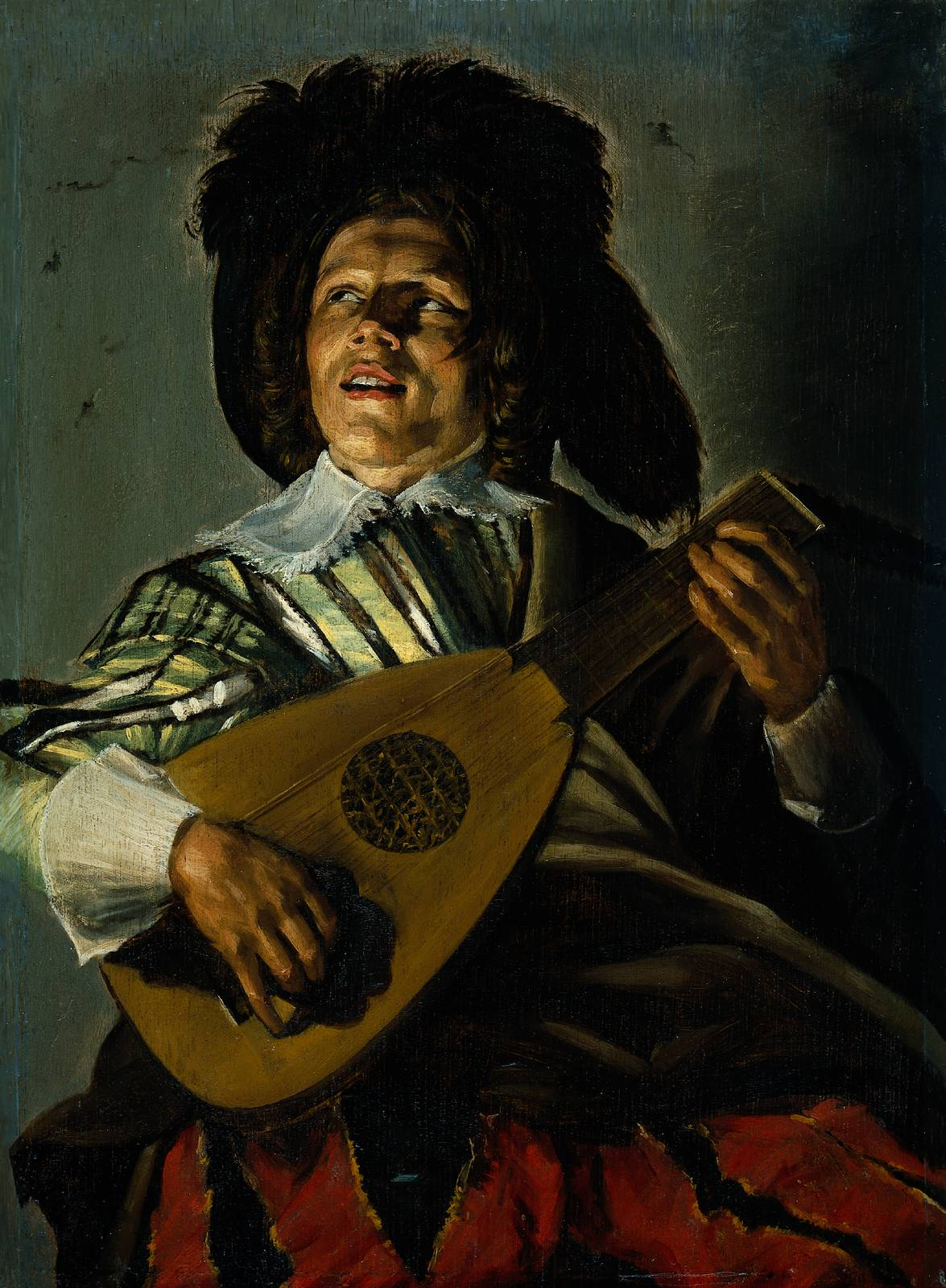
Serenata (1629 c.)

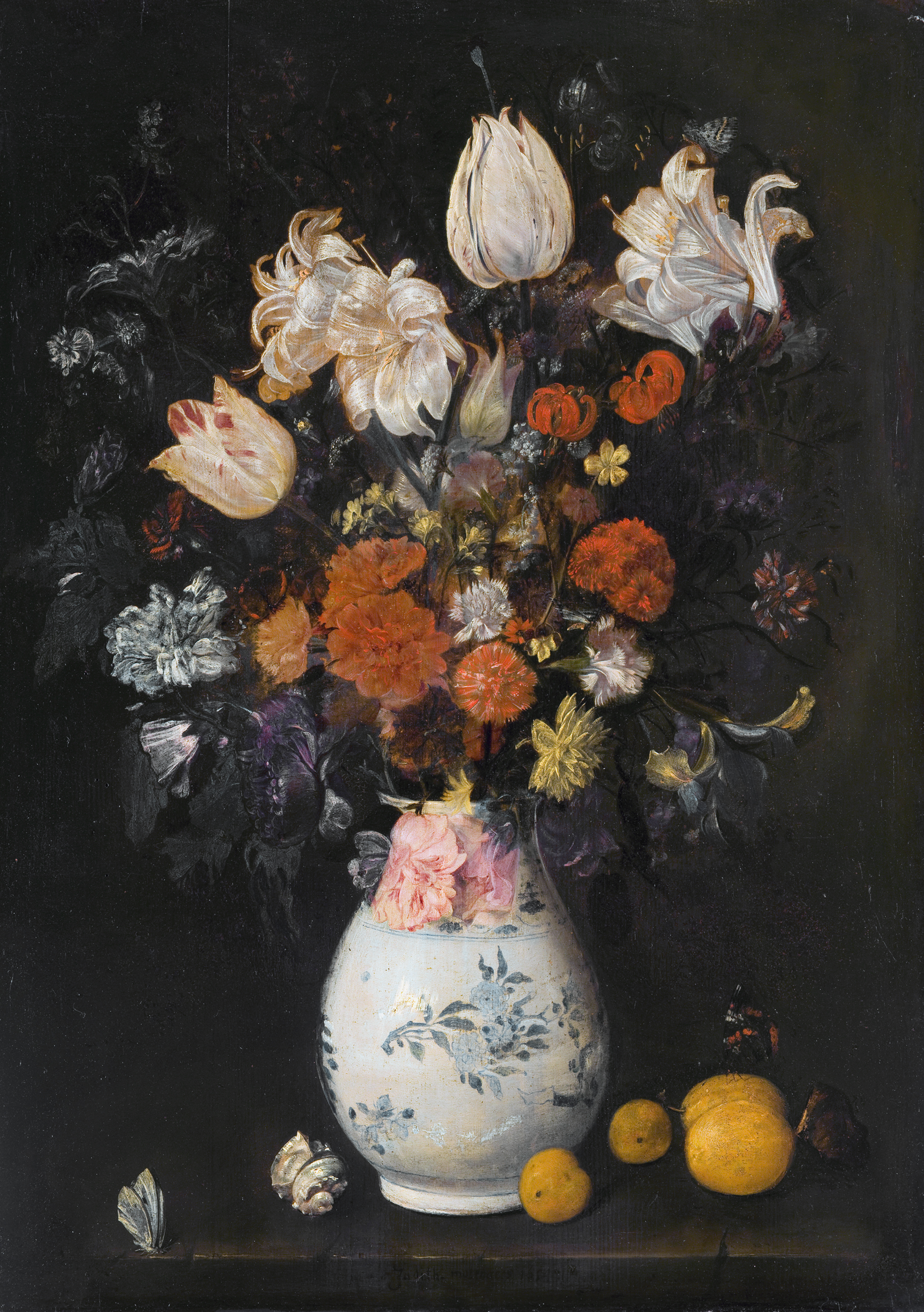
Vaso di fiori (1654)

Era l'ottava figlia del birraio e tessitore Jan Willemszoon, che nel 1624 dichiarò bancarotta,e di Trijn Jaspersdr di Haarlem. Suo padre proveniva da Anversa e nel 1592 divenne membro della Chiesa riformata.
Judith fu allieva di Frans de Grebber, Frans Hals e Jan Miense Molenaer. Già a diciott'anni fu citata in modo lusinghiero in un testo riguardante la cultura in Haarlem, anche se la sua prima opera datata risale al 1629. Nel 1633 era un membro della Corporazione di San Luca della sua città, una delle sole due donne appartenenti a questa organizzazione. A partire dal 1635 ebbe tre allievi, tra cui Willem Wouters.
Nel 1636 sposò il pittore Jan Miense Molenaer. Da questo momento la sua produzione pittorica diminuì enormemente: probabilmente, oltre alla cura dei figli (ne ebbe almeno cinque) e della casa, assistette il marito nel suo lavoro di pittore.
Poco dopo il matrimonio, nel 1637, si trasferì ad Amsterdam con la famiglia, dove rimase fino al 1649 e successivamente nel biennio 1655-1656. Nel 1648 i coniugi Molenaer acquistarono una villa a Heemstede. Nel 1649 i Molenaer ritornarono ad Haarlem, dove Judith Leyster rimase fino alla morte.
Fino al 1993 si credeva che l'artista si fosse trasferita a Heemstede, ma in realtà visse principalmente a Haarlem. I Molenaer infatti possedevano abitazioni ad Amsterdam, Haarlem e Heemstede.

## Profilo artistico
Judith Leyster si dedicò principalmente alla pittura di ritratti e di soggetti di genere, rappresentanti scene di persone che si divertono in taverna o che suonano: temi molto popolari in quel periodo storico presso la classe media a cui appartenevano i principali acquirenti di quadri. Dipinse inoltre nature morte con fiori e frutta, che probabilmente furono ben più numerose delle poche che ci sono giunte, vista la loro qualità.
Lo stile e la composizione delle sue opere si rifanno inizialmente a quelle dei Caravaggisti di Utrecht e a partire dal 1629-1630 a quelli dei fratelli Frans e Dirck Hals.
Dopo il 1630, Leyster produsse una serie di dipinti di genere di piccole dimensioni, rappresentanti scene domestiche, che si distinguono dalla maniera di Gerard ter Borch e di Gabriel Metsu per la loro originalità.
Nonostante la popolarità raggiunta in vita, Judith Leyster fu presto dimenticata dopo la morte. Ma nel 1893, si scoprì che un dipinto, acquistato dal Museo del Louvre, presentava, nascosto sotto una falsa firma di Frans Hals, il suo caratteristico monogramma, costituito dalle iniziali JL con accanto una stella a cinque punte. Si iniziò così a rivalutare l'opera di quest'artista, spesso confusa con quella del più famoso Hals, da cui fu profondamente influenzata.

## Opere
- Serenata, olio su tavola, 45,5 × 35 cm, 1629 c., Rijksmuseum, Amsterdam
- Autoritratto, olio su tela, 74,6 × 65,3 cm, 1630 c., National Gallery of Art, Washington
- Allegra compagnia, olio su tela, 68 × 55 cm, 1630 c., Museo del Louvre, Parigi[6]
- Un uomo offre denaro a una giovane donna, olio su tavola|olio su pannello, 30,9 x 24,2 cm, 1631, Mauritshuis, L'Aia[7]
- Il concerto, olio su tela, 68 × 87 cm, 1633, National Museum of Women in the Arts, Washington
- Tulipano, dal Libro dei tulipano, 1643 c., Museo Frans Hals, Haarlem[8]
- Vaso di fiori, olio su tela, firmato in basso Judith Molenaer 1654, 1654, Museo Frans Hals, Haarlem
- Allegro ubriacone, olio su tela, 89 × 85 cm, Museo Frans Hals, Haarlem
- Giovane suonatore di flauto, olio su tela, 73 x 62 cm, Nationalmuseum, Stoccolma[9]